# Parafia Niepokalanego Serca Najświętszej Maryi Panny w Zaniemyślu
Parafia Niepokalanego Serca Najświętszej Maryi Panny w Zaniemyślu – rzymskokatolicka parafia w Zaniemyślu należąca do dekanatu kórnickiego archidiecezji poznańskiej. Została utworzona w 1981. Mieści się przy ulicy Poznańskiej.